# Clairvoyance (parapsychologie)
Pour les articles homonymes, voir Clairvoyance (homonymie) et The Clairvoyant.
Ne doit pas être confondu avec télépathie.

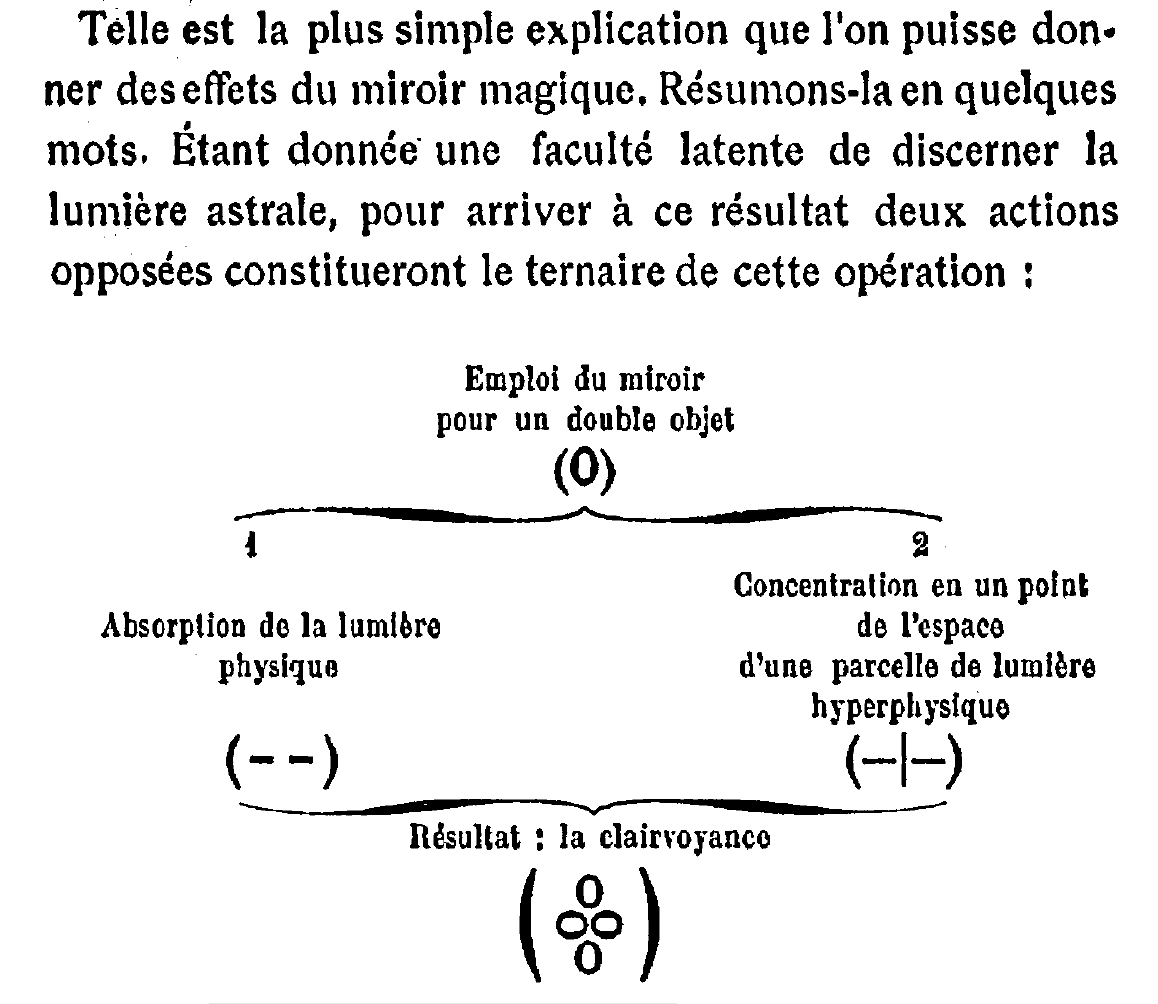
Diagramme par l'ésotérique français Paul Sédir pour expliquer la clairvoyance.

La clairvoyance est une prétendue forme de perception extrasensorielle qui englobe la rétrocognition et la précognition. Cette faculté supposée de l'homme appartient au domaine des perceptions extrasensorielles. Elle fait l'objet de recherches scientifiques depuis la fin du XIXe siècle.
La recherche en parapsychologie, telle que tester la capacité d'un sujet à prédire l'ordre des cartes dans un jeu mélangé, n'a pas encore fourni de preuves concluantes quant à l'existence de la clairvoyance.

## Définition
La clairvoyance est la capacité paranormale de voir des personnes et des événements éloignés dans le temps ou l'espace. Elle peut être divisée en trois catégories : la précognition, qui est la capacité de percevoir ou de prédire des événements futurs, la rétrocognition, qui est la capacité de voir des événements passés, et la vision à distance, qui est la perception d'événements contemporains se produisant en dehors du champ de la perception normale.

## Histoire
La clairvoyance signifie littéralement « claire vision ». Cette forme de perception sans intervention d'un émetteur, comme dans le cas de la télépathie, a fait l'objet de deux types de recherches scientifiques depuis la fin du XIXe siècle. Tout d'abord, en utilisant des cartes, puis vers la deuxième moitié du XXe siècle, par la méthode du remote viewing.
Des expériences de clairvoyance ont été rapportées en 1884 par Charles Richet. Des cartes à jouer ont été placées dans des enveloppes et un sujet mis sous hypnose a tenté de les identifier. Le sujet aurait réussi une série de 133 essais, mais les résultats sont retombés au niveau du hasard lorsqu'ils ont été effectués devant un groupe de scientifiques à Cambridge. J. M. Peirce et E. C. Pickering ont rapporté une expérience similaire dans laquelle ils ont testé 36 sujets sur 23 384 essais, qui n'ont pas obtenu de scores supérieurs à ceux du hasard.
Un développement significatif dans la recherche en clairvoyance a eu lieu lorsque J.B. Rhine, un scientifique de l'Université Duke, a introduit une méthodologie basée sur une approche statistique standard pour l'analyse des données, dans le cadre de ses recherches sur la perception extrasensorielle. Plusieurs départements de psychologie ont tenté de reproduire les expériences de Rhine, sans succès. W.S. Cox (1936) de l'Université de Princeton a effectué une expérience d'ESP avec des cartes à jouer impliquant 132 sujets, pour un total de 25 064 essais. Cox a conclu : « Il n'y a aucune preuve de perception extrasensorielle, que ce soit chez l'homme moyen ou dans le groupe étudié, ou chez un individu particulier de ce groupe. La divergence entre ces résultats et ceux obtenus par Rhine est due soit à des facteurs incontrôlables dans la procédure expérimentale, soit à la différence entre les sujets. ».
La remote viewing, également connue sous les noms de vision à distance, télesthésie et clairvoyance, est une prétendue capacité paranormale à percevoir une cible éloignée ou cachée sans le soutien des sens.
Une étude sur la vision à distance a été le projet financé par le gouvernement américain à l'Institut de recherche de Stanford durant les années 1970 jusqu'à la fin des années 1990. En 1972, Harold Puthoff et Russell Targ ont initié une série d'études sur des sujets humains pour déterminer si les participants (les observateurs ou les percipients) pouvaient identifier de manière fiable et décrire avec précision les caractéristiques saillantes de lieux ou de cibles éloignés. Dans les premières études, un émetteur humain était généralement présent sur le site distant, faisant partie du protocole de l'expérience. Un processus en trois étapes était utilisé, la première étape consistant à sélectionner aléatoirement les conditions cibles à expérimenter par les émetteurs. Ensuite, lors de l'étape de la visualisation, les participants devaient exprimer verbalement ou dessiner leurs impressions de la scène distante. Enfin, lors de l'étape d'évaluation, ces descriptions étaient comparées par des juges distincts, aussi précisément que possible, avec les cibles prévues. Le terme "vision à distance" a été créé pour décrire ce processus global. Le premier article de Puthoff et Targ sur la vision à distance a été publié dans Nature en mars 1974 ; dans celui-ci, l'équipe a rapporté un certain degré de réussite de la vision à distance[source secondaire nécessaire].

## Point de vue scientifique
La clairvoyance qui relève d'une perception extrasensorielle et qui suppose que la conscience n'est pas locale et produite par le cerveau n'est pas reconnue par la communauté scientifique.
Des études tentant de prouver la réalité de la clairvoyance ont été réalisées, notamment des expérimentations sur des cartes entre les années 1880 et 1940. Elles seraient globalement positives selon leur défenseurs sans qu'aucune preuve scientifique réelle n'ait été apportée.